# Lago Frey
El lago Frey  (lat. 41 10' S.; long, 71 43 O'.) se encuentra en la Cordillera de los Andes, dentro del parque nacional Nahuel Huapi, en la Patagonia, Argentina. El lago se encuentra en un profundo y hermoso valle glaciar.
Este lago se encuentra en proximidades del extremo interior del brazo de la Tristeza del lago Nahuel Huapi, hacia el cual desagua mediante el río Frey.

## Historia
Fue descubierto por el Ing. Emilio E. Frey, a fines del año 1900, durante la exploración de la región entre el brazo Tristeza y el cerro Tronador mientras formaba parte de la Comisión de límites creada para asesorar en el establecimiento de los límites entre la República Argentina y la República de Chile. Frey en su cuaderno de campo lo denominó "Lago Las Ranas", dada la cantidad de estos animales que encontraron allí.
Posteriormente en 1913, Frey realiza una visita a este lago junto con el geólogo Bailey Willis. Dado que el lago todavía no contaba con un nombre oficial, Bailey Willis le indica que como Frey había descubierto el lago el mismo debía ser llamado con su nombre.